# Bassin de Nubie

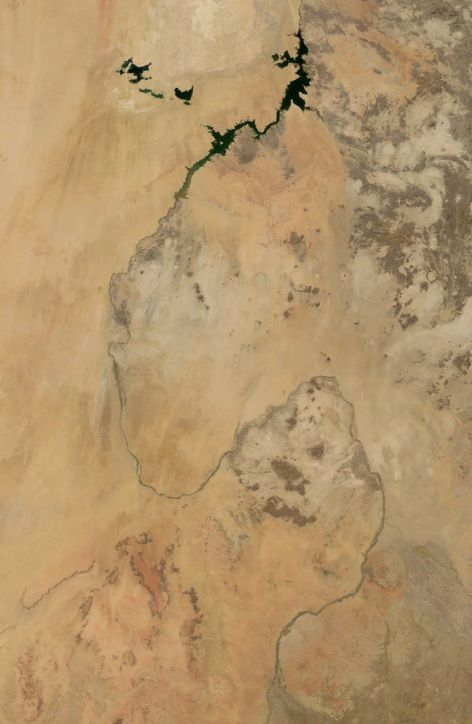
Photo satellite de la Nubie montrant les lacs de Toshka (à gauche) et le lac Nasser (à droite), ainsi que le Nil.

Le bassin de Nubie est une nappe phréatique souterraine partagée entre l'Égypte, la Libye, le Soudan et le Tchad, qui s'étend sur 250 000 km2. 
L'alimentation de cette nappe se fait par les eaux météoriques, mais cette alimentation est très faible (2,9 mm/an). La nappe de Nubie est une ressource fossile.